# Isla de Oljón
La isla de Oljón (Ольхон) es la tercera mayor isla lacustre del mundo, la mayor de las del lago Baikal, en Siberia oriental, con un área de 730 km².

## Geografía
Oljón posee unos relieves orográficos agrestes y es rica en yacimientos arqueológicos. Su orilla oriental está marcada por escarpadas montañas, que alcanzan los 1.276 m en el monte Zhima, el punto más alto de la isla (a unos 818 m sobre el nivel del agua del Baikal), y uno de los más altos en una isla lacustre en el mundo por detrás de la isla del Sol, en el lago Titicaca, en Bolivia. La isla es lo suficientemente grande como para tener sus propios lagos, y presenta una combinación paisajística de taiga, estepa e incluso un pequeño desierto. Un pequeño y profundo estrecho, resultado de los millones de años de movimiento tectónico al igual que el bloque de roca que forma la isla, llamado estrecho del Pequeño Mar, le separa de la costa del Baikal. Las escarpadas pendientes de las montañas muestran el empuje de la tierra.
La mayor profundidad del Baikal se encuentra no lejos de la isla (1.637 m).

## Demografía

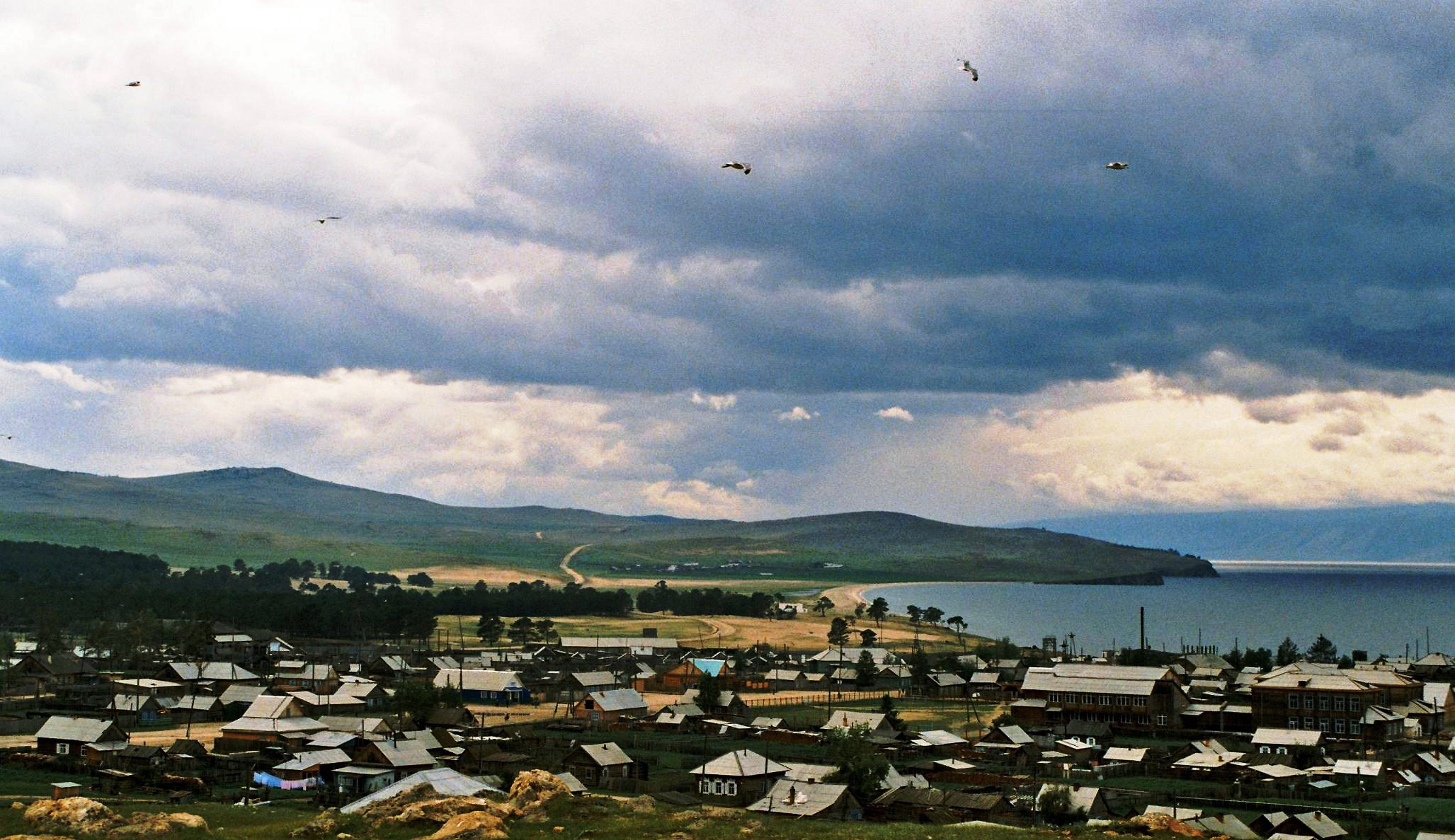
Juzhir.

La población de la isla es de menos de 1.500 habitantes y consiste en su mayoría de individuos de etnia buriata, el pueblo aborigen de la región.
Existen varios asentamientos y cinco pueblos en la isla: Yalgá, Malomorets, Juzhir, Jarantsý y Ulán-Jushin. El pueblo de Juzhir es la capital administrativa de Oljón desde abril de 1987, año en el que el gobierno soviético promulgó un decreto que protegía el lago. Juzhir tiene unos 1.200 residentes y alberga un museo de historia y naturaleza local.

## Economía

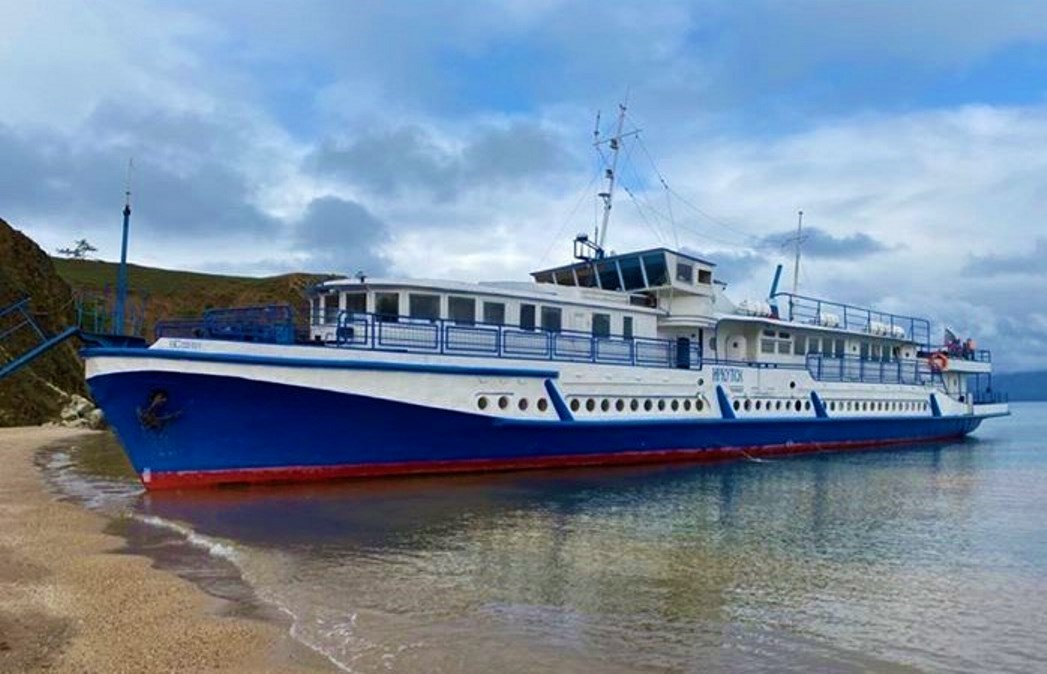
Barco de excursión en la isla de Olkhon

La mayoría de los residentes son pescadores, granjeros o ganaderos. Debido al creciente número de turistas de todo el mundo, muchos residentes trabajan también en ese sector, que se ha convertido en un de las actividades económicas principales de la isla.

## Cultura

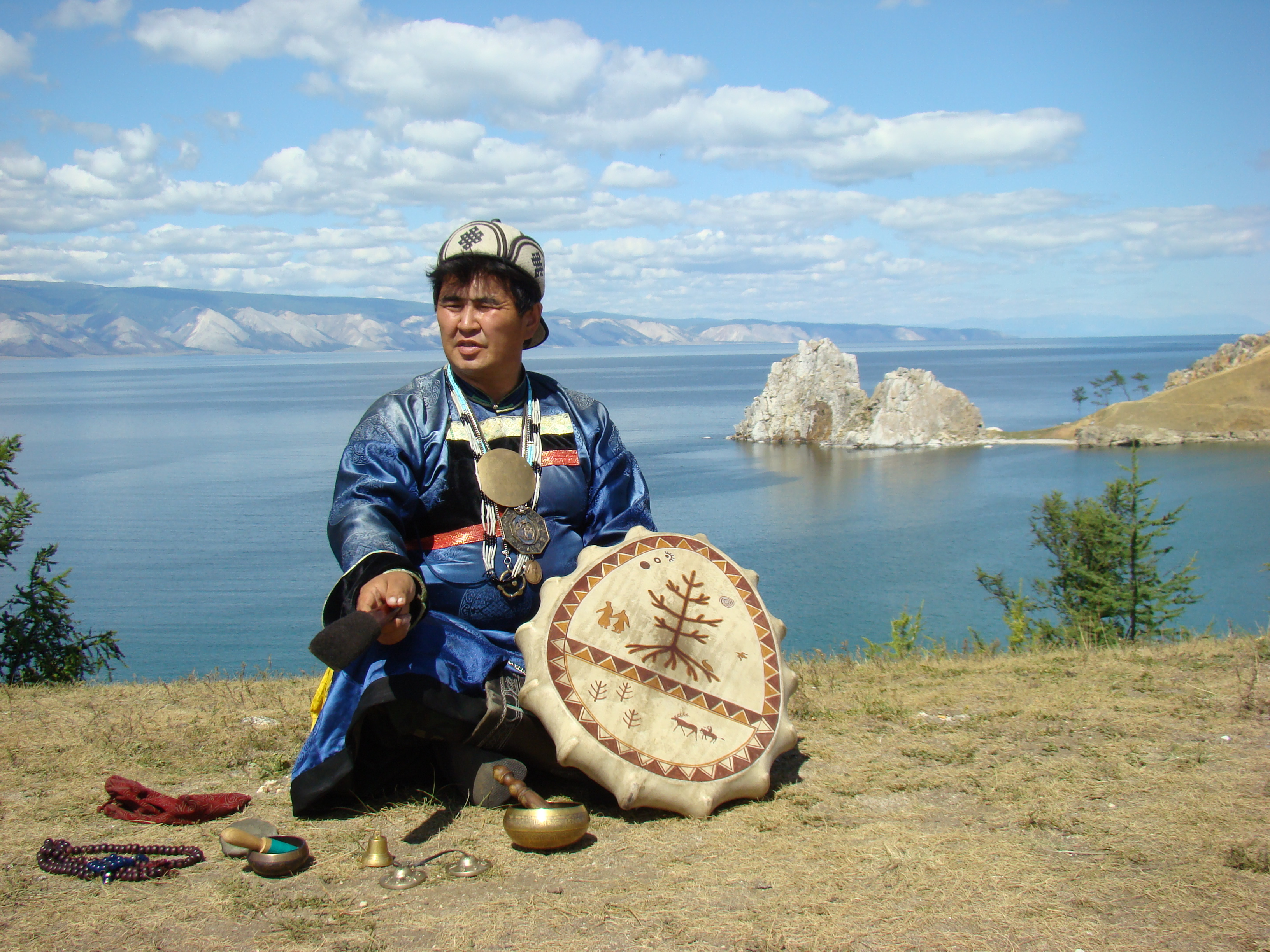
El chamán principal de Oljón, Valentín Jagdáyev.

Los indígenas buriatos creen que la isla es un lugar espiritual, y en su costa oeste, cerca de Juzhir, se encuentra el paraje más famoso del Baikal, la Shamanka o Roca del chamán. Los nativos creen que el Burján, una figura de un culto religioso moderno de los pueblos altaicos, vive en una gruta de esta roca. La roca es uno de los nueve lugares más sagrados de Asia. Este lugar, junto con los pilares de oración "Sergee" se muestran en las fotografías de la isla con mayor frecuencia. Incluso hoy en día una parte de la población adora los espíritus y la naturaleza. Para ellos, este es un lugar sagrado, incluso hay una regla que prohíbe a las mujeres pisar las rocas.
El museo de Oljón, expone sobre la naturaleza y la etnografía de la isla, incluyendo una colección de pipas y samovares.
Oljón es un centro chamanístico sagrado y es considerado como el centro de la cultura Kurumchínskaya (Kurumchi Culture) de los siglos VI a X.

## Historia
La isla ha sido habitada desde hace mucho tiempo. La población indígena original eran los kurykanos (Kurykans), antepasados de dos grupos étnicos: los buriatos y los yakutios.
Los primeros exploradores rusos la visitaron en el siglo XVII.

### Leyenda
En los mitos y leyendas buriatas, Oljón es un paraje poblado por los terribles espíritus del Baikal. Según las leyendas el jan Joto Babai (Хото Бабай) descendió del cielo en la isla de Oljón, enviado a la tierra por los dioses superiores, donde él vivió bajo el aspecto de una águila real con la cabeza blanca. Su hijo el jan Jubu Noion (Хубуу Нойон) es el primer hombre que se convirtió en chamán. Por ese motivo, la isla de Oljón es considerada como el centro sagrado del mundo de los chamanes del norte, y el centro supremo es representado por la Roca del Chamán. Los cuerpos de los chamanes eran incinerados aquí en tiempos anteriores.

## Galería

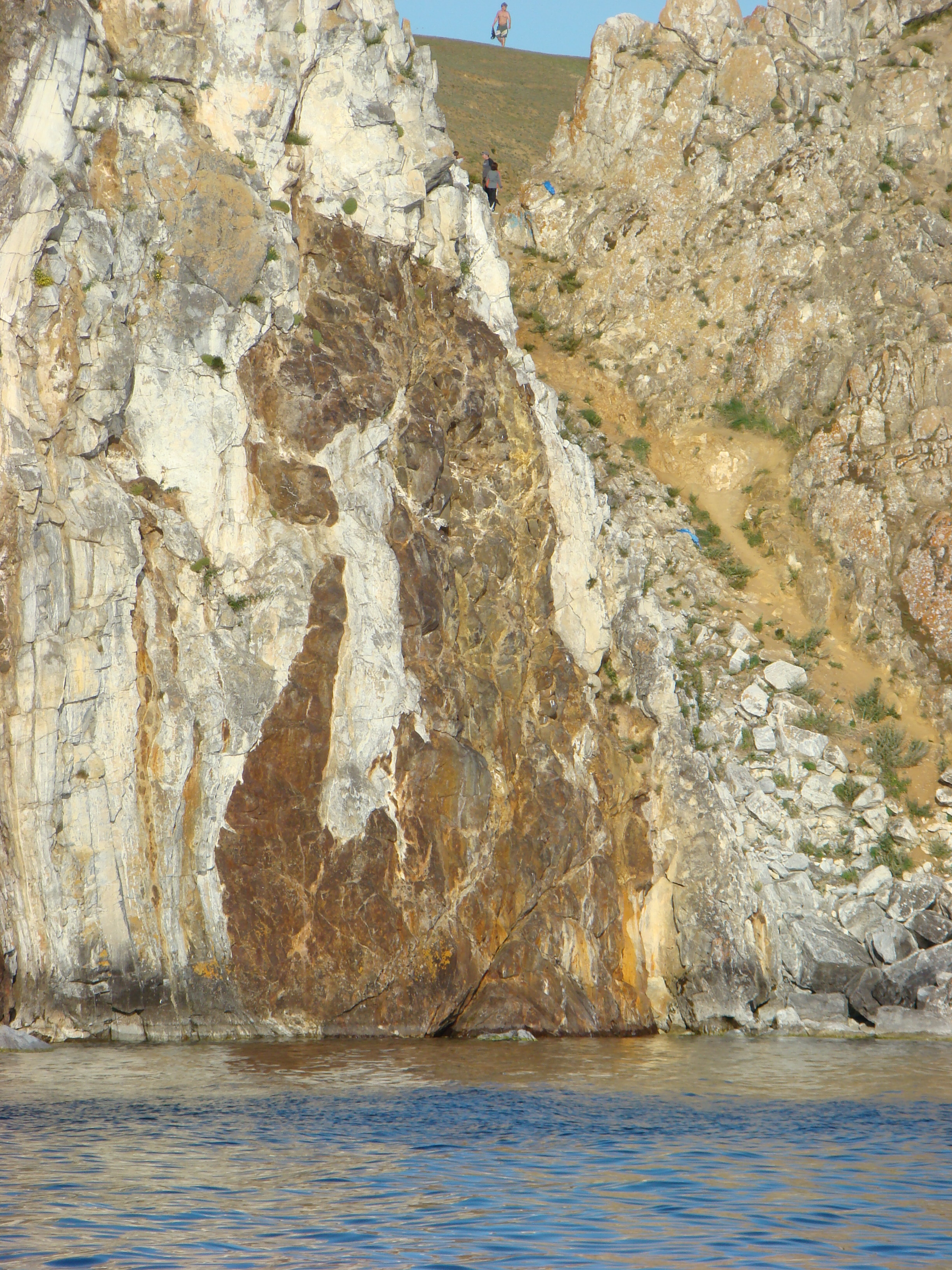
La naturaleza misma ha grabado la figura del dragón sobre la roca del Chamán.
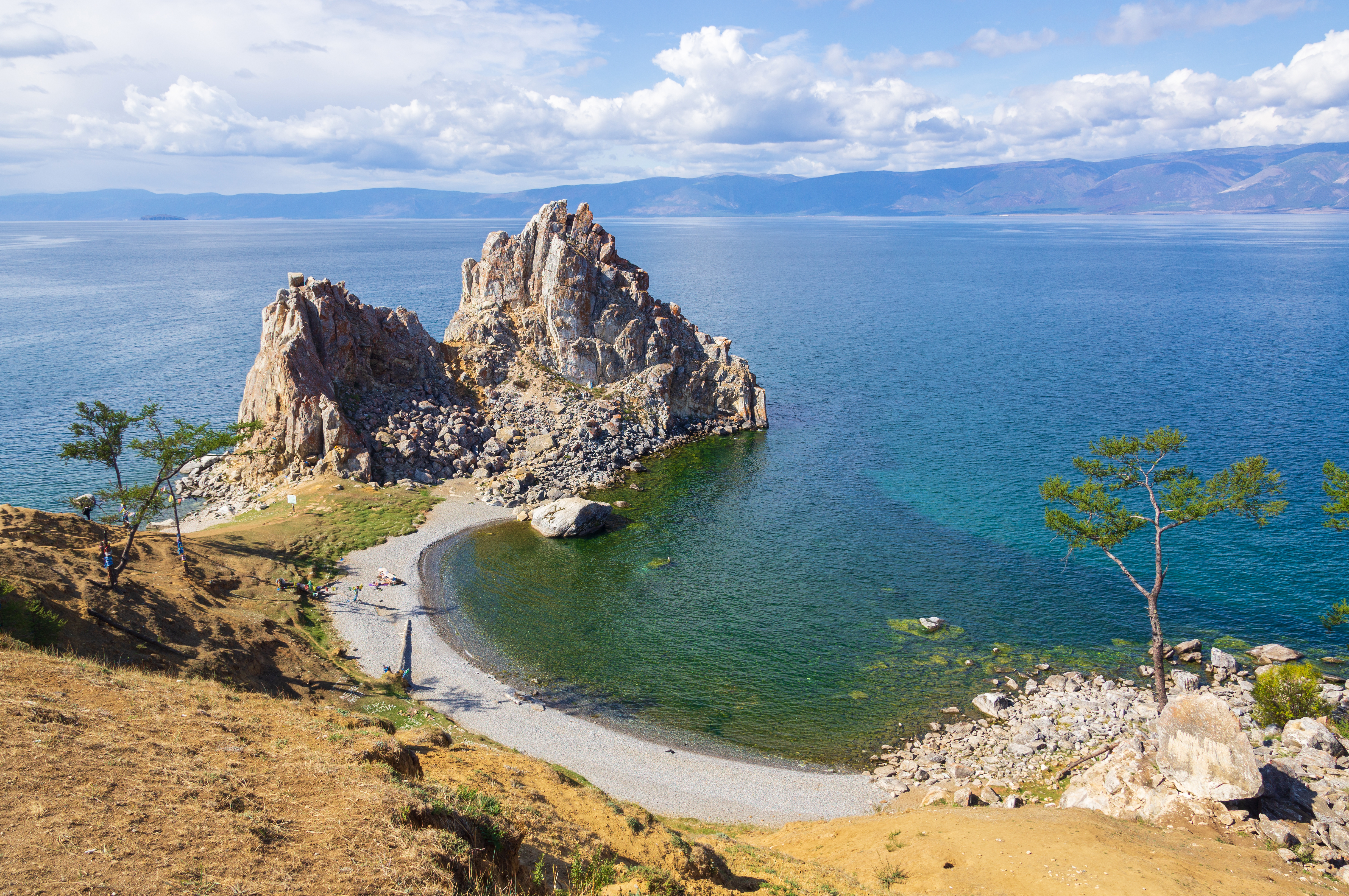
Roca del Chamán.
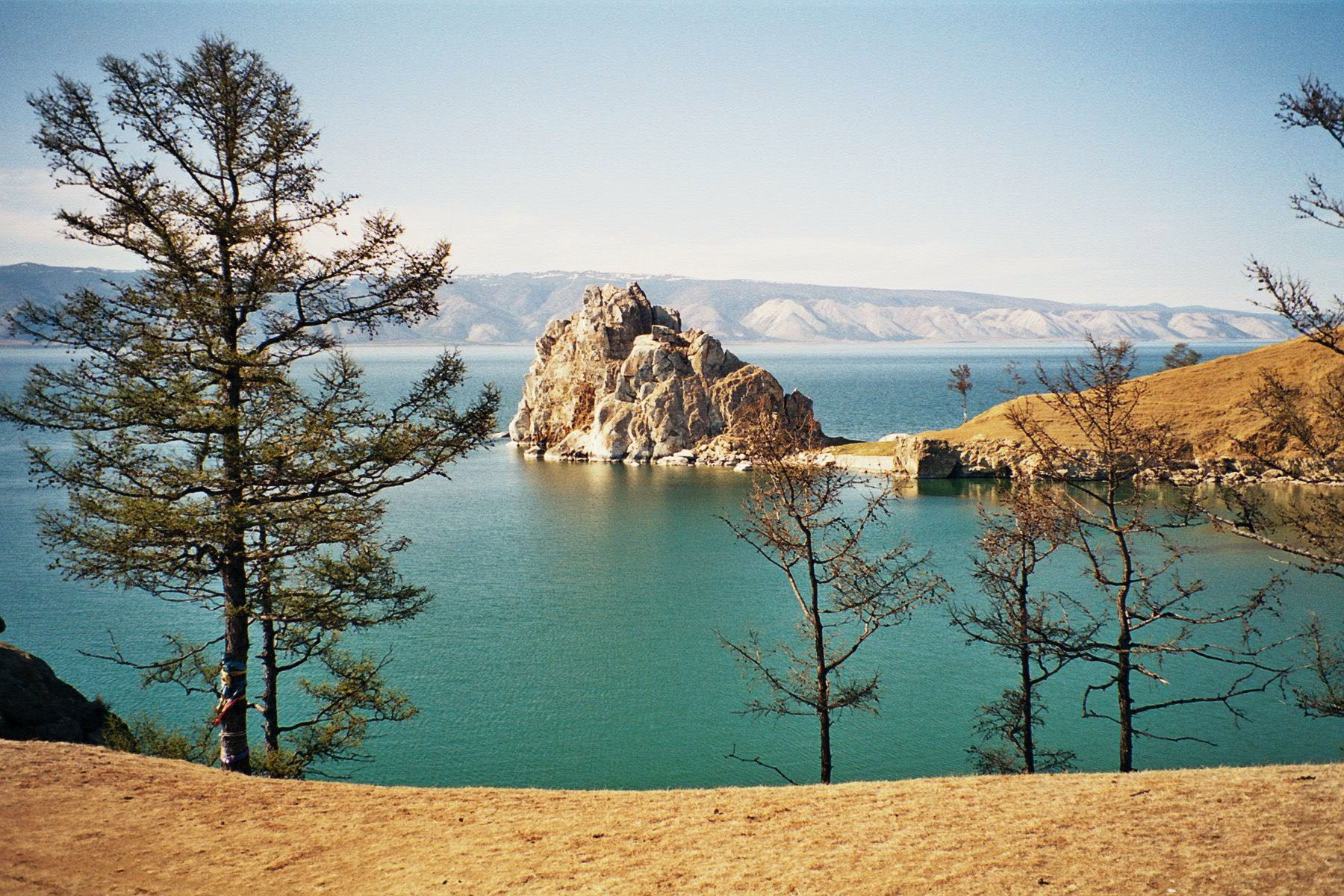
Roca del Chamán.
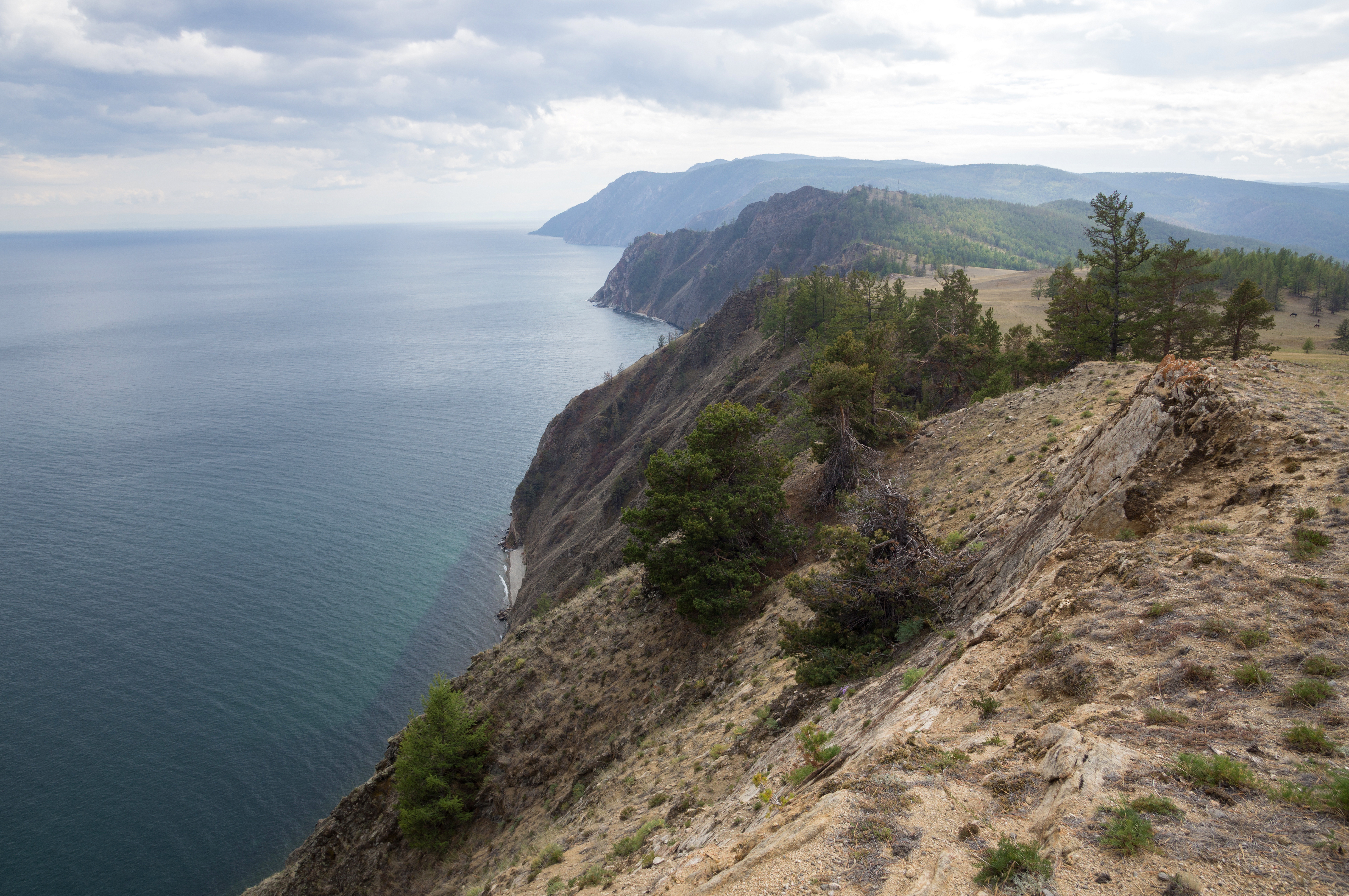
Paisaje de la isla.
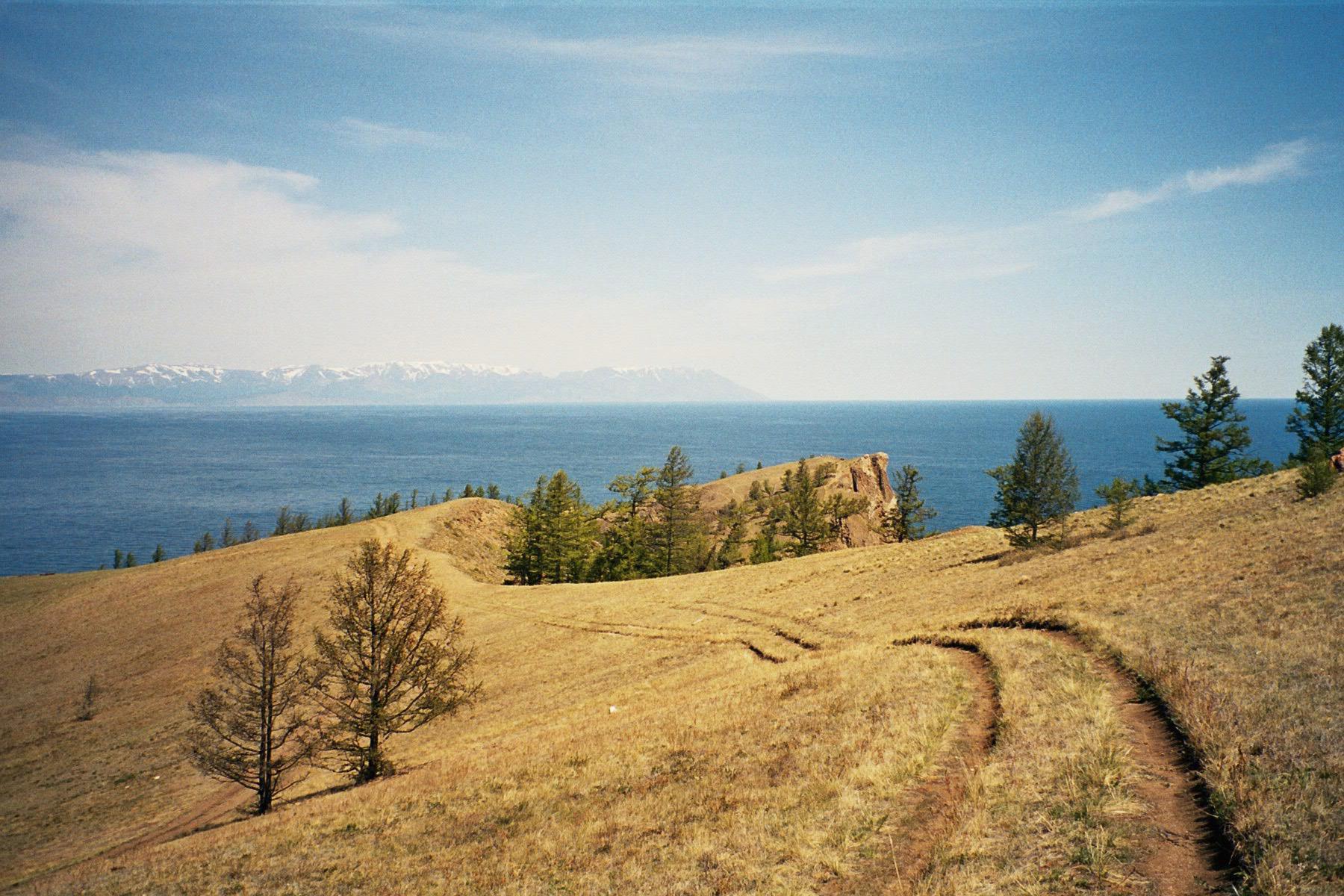
Cabo septentrional de la isla.
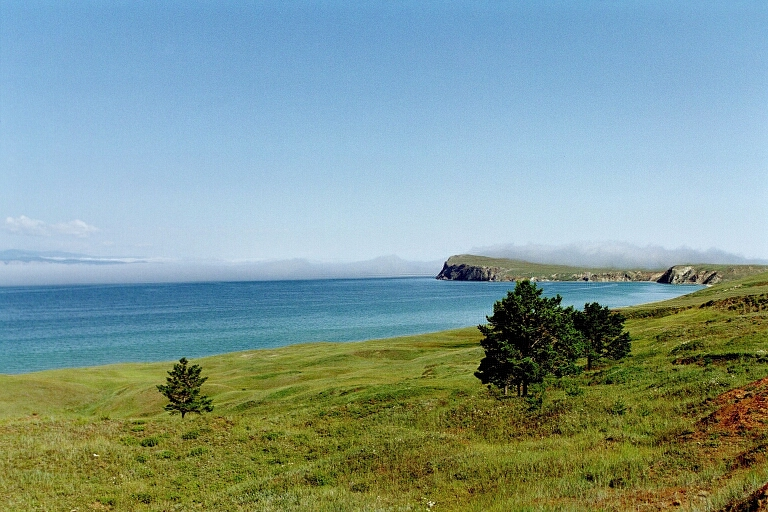
Vista de la isla.
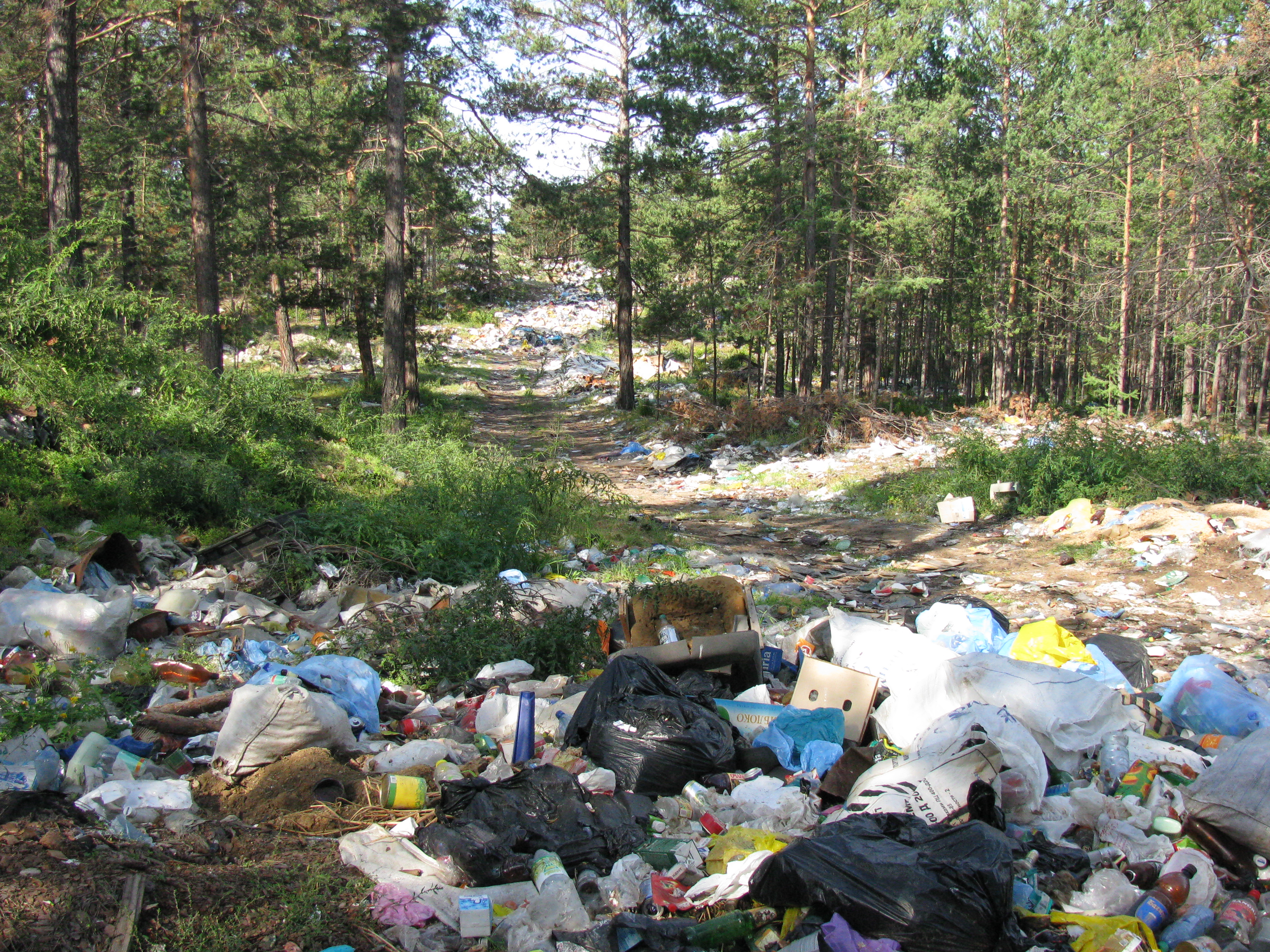
Vertedero ilegal en la isla. El tratamiento descontrolado es uno de los problemas ecológicos de la isla.
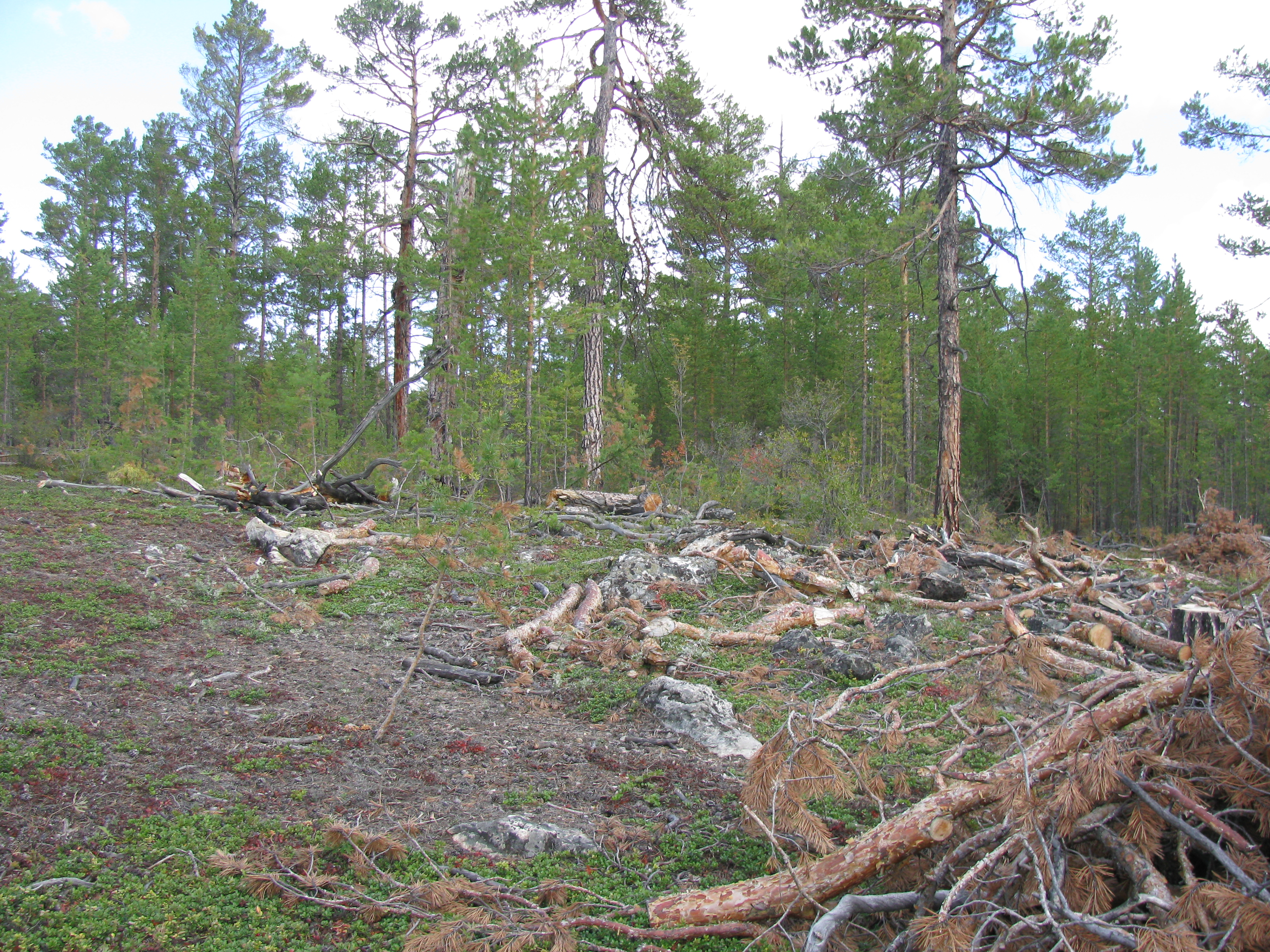
La tala ilegal de árboles es otro de los problemas ecológicos de la isla.